# Пам'ятна дошка В'ячеславові Липинському (Київ)
Пам'ятна дошка В'ячеславові Липинському у Києві — одна з перших меморіальних дощок українському політичному діячу, історику, історіософу, соціологу, публіцисту, теоретику українського консерватизму присвячена В'ячеславові Липинському, встановлена у 2002 році на будівлі інституту філології Київського національного університету імені Тараса Шевченка.

## Історія
Пам'ятна дошка відомому діячу В'ячеславові Липинському  встановлена 5 травня 2002 року з нагоди 120-річчя з дня народження.
Вона розміщена на будівлі інституту філології Київського національного університету імені Тараса Шевченка (бульвар Тараса Шевченка, 14), в якому він навчався з 1900 по 1902 рік.